# Iglesia (Arzúa)
Iglesia (en gallego y oficialmente, A Igrexa) era una aldea española, actualmente despoblada, que forma parte de la parroquia de Arzúa, del municipio de Arzúa, en la provincia de La Coruña.